# 山田真介
山田 真介（やまだ しんすけ、1979年6月15日 - ）は、大阪府堺市南区出身の元プロ野球選手（外野手）。
現役時代は俊足強肩で高い身体能力を誇る選手だった。
妻は読売ジャイアンツのマスコットガール「チームジャビッツ21」の元メンバー、林絵梨子。

## 来歴・人物
上宮高校ではエースで5番打者として、1996年夏は大阪府大会決勝で前川勝彦擁するPL学園高に敗れ甲子園出場を逃す。同年明治神宮野球大会では優勝を果たす。1997年春の選抜に出場。準決勝に進むが天理高の小南浩史（同大 - 東邦ガス）に抑えられ惜敗。夏は大阪府大会4回戦で関大一高に延長13回で敗れた。同期に三塁手の三木仁、遊撃手の渡辺正人がいた。
同年のプロ野球ドラフト会議で読売ジャイアンツから3位指名を受け内野手として入団。プロ4年目の2001年から外野手にコンバートされ、2002年・2003年には貴重な右の控えとして活躍した。外野3ポジションを高いレベルで守り、広い守備範囲は巨人で一二を争うものだったが、打力不足がネックとなり一軍には定着できなかった。
2006年6月5日に木村拓也との交換トレードにより広島東洋カープに移籍。6月13日に中堅手として初先発出場、6月16日の北海道日本ハムファイターズ戦で移籍後初安打を記録。9月末からはチャンスメーカーとして起用され、10月11日のヤクルトスワローズ戦では自身初の1試合4安打を記録した。同年は13試合に先発を果たす。
2007年5月21日に喜田剛との交換トレードにより阪神タイガースに移籍。移籍後即一軍登録されたものの、その後赤星憲広がケガから復帰するとすぐに登録抹消され、ウエスタン・リーグでも2割前半の打率に終わるなど、移籍を機に一軍で活躍を見せた交換相手の喜田とは対照的なシーズンになった。
2008年は一軍に出場することなく、二軍でも更に打撃成績を落としてしまった。10月2日、一軍日程終了を待たずに、球団から戦力外通告を受けた。
2009年からは古巣巨人で球団職員、少年野球スクールであるジャイアンツアカデミーのアシスタントコーチ。同アカデミーでの教え子に木下幹也がいる。その後、同アカデミーのフランチャイズスクールであるシミズオクトベースボールアカデミーに異動し、ヘッドコーチを務めている。

## 詳細情報

### 年度別打撃成績
| 年 度     | 球 団     | 試 合 | 打 席 | 打 数 | 得 点 | 安 打 | 二 塁 打 | 三 塁 打 | 本 塁 打 | 塁 打 | 打 点 | 盗 塁 | 盗 塁 死 | 犠 打 | 犠 飛 | 四 球 | 敬 遠 | 死 球 | 三 振 | 併 殺 打 | 打 率 | 出 塁 率 | 長 打 率 | O P S |
| --------- | --------- | ----- | ----- | ----- | ----- | ----- | -------- | -------- | -------- | ----- | ----- | ----- | -------- | ----- | ----- | ----- | ----- | ----- | ----- | -------- | ----- | -------- | -------- | ----- |
| 2002      | 巨人      | 13    | 21    | 16    | 2     | 3     | 1        | 1        | 0        | 6     | 1     | 1     | 1        | 0     | 0     | 3     | 0     | 2     | 5     | 0        | .188  | .381     | .375     | .756  |
| 2003      | 巨人      | 26    | 38    | 35    | 8     | 9     | 1        | 0        | 1        | 13    | 4     | 1     | 0        | 1     | 0     | 2     | 0     | 0     | 4     | 1        | .257  | .297     | .371     | .669  |
| 2004      | 巨人      | 3     | 7     | 6     | 1     | 0     | 0        | 0        | 0        | 0     | 0     | 0     | 0        | 0     | 0     | 0     | 0     | 1     | 4     | 0        | .000  | .143     | .000     | .143  |
| 2005      | 巨人      | 1     | 3     | 3     | 0     | 0     | 0        | 0        | 0        | 0     | 0     | 0     | 0        | 0     | 0     | 0     | 0     | 0     | 2     | 1        | .000  | .000     | .000     | .000  |
| 2006      | 巨人      | 10    | 16    | 14    | 3     | 2     | 0        | 0        | 0        | 2     | 0     | 2     | 1        | 0     | 0     | 1     | 0     | 1     | 2     | 0        | .143  | .250     | .143     | .393  |
| 2006      | 広島      | 18    | 55    | 47    | 8     | 14    | 1        | 0        | 0        | 15    | 0     | 0     | 0        | 4     | 0     | 2     | 0     | 2     | 10    | 0        | .298  | .353     | .319     | .672  |
| '06計     | 広島      | 28    | 71    | 61    | 11    | 16    | 1        | 0        | 0        | 17    | 0     | 2     | 1        | 4     | 0     | 3     | 0     | 3     | 12    | 0        | .262  | .328     | .279     | .607  |
| 2007      | 広島      | 4     | 3     | 3     | 1     | 0     | 0        | 0        | 0        | 0     | 0     | 0     | 0        | 0     | 0     | 0     | 0     | 0     | 2     | 0        | .000  | .000     | .000     | .000  |
| 通算：6年 | 通算：6年 | 75    | 143   | 124   | 23    | 28    | 3        | 1        | 1        | 36    | 5     | 4     | 2        | 5     | 0     | 8     | 0     | 6     | 29    | 2        | .226  | .304     | .290     | .595  |

### 記録
- 初出場：2002年8月20日、対横浜ベイスターズ19回戦（東京ドーム）、6回裏一死に大須賀允の代打で出場
- 初打席：同上、6回裏に森中聖雄から三振
- 初先発出場：2002年8月22日、対横浜ベイスターズ21回戦（東京ドーム）、8番・右翼手として先発出場
- 初安打：同上、2回裏に吉見祐治から左翼フェンス直撃二塁打
- 初盗塁：2002年8月24日、対阪神タイガース22回戦（東京ドーム）、11回裏に二盗（投手：マーク・バルデス、捕手：中谷仁）
- 初打点：2002年8月31日、対横浜ベイスターズ23回戦（横浜スタジアム）、8回表に竹下慎太郎から押し出し死球
- 初本塁打：2003年4月23日、対ヤクルトスワローズ4回戦（東京ドーム）、6回裏に石川雅規から左越ソロ

### 背番号
- 37（1998年 - 1999年）
- 58（2000年 - 2006年6月7日）
- 44（2006年6月8日 - 2007年5月20日）
- 55（2007年5月21日 - 同年終了）
- 43（2008年）